# Ken Wyatt
Ken Wyatt (ur. 9 maja 1923) − angielski bokser, wicemistrz Wielkiej Brytanii w kategorii półciężkiej z roku 1947. 

## Kariera amatorska
W kwietniu 1947 roku został wicemistrzem Wielkiej Brytanii w kategorii półciężkiej. W finale pokonał go na punkty Szkot Alex Watson. W maju 1947 roku uczestniczył w 7. Mistrzostwach Europy, które rozgrywane były w Dublinie. W ćwierćfinale pokonał Irlandczyka J.Corbetta. Półfinałowy pojedynek przegrał z Holendrem Henkiem Quentemeijerem, ulegając mu na punkty. W walce o brązowy medal pokonał go Belg Vital L’Hoste. W 1948 roku był uczestnikiem turnieju kwalifikacyjnego dla Wielkiej Brytanii na Igrzyska Olimpijskie w Londynie. W finale przegrał z rodakiem Jackiem Gardnerem.